# Рудник (Люблінський повіт)
Рудник (пол. Rudnik) — село в Польщі, у гміні Вулька Люблінського повіту Люблінського воєводства.
Населення — 430 осіб (2011).
У 1975-1998 роках село належало до Люблінського воєводства.

## Демографія
Демографічна структура станом на 31 березня 2011 року:
|          | Загалом | Допрацездатний вік | Працездатний вік | Постпрацездатний вік |
| -------- | ------- | ------------------ | ---------------- | -------------------- |
| Чоловіки | 218     | 56                 | 145              | 17                   |
| Жінки    | 212     | 46                 | 129              | 37                   |
| Разом    | 430     | 102                | 274              | 54                   |